# Alizay
Alizay ist eine französische Gemeinde mit 1.575 Einwohnern (Stand: 1. Januar 2022) im Département Eure in der Region Normandie; sie gehört zum Arrondissement Les Andelys und zum Kanton Pont-de-l’Arche.

## Geographie
Alizay liegt etwa 14 Kilometer südsüdöstlich von Rouen. Die Seine begrenzt die Gemeinde im Süden. Umgeben wird Alizay von den Nachbargemeinden Ymare im Norden, Quévreville-la-Poterie im Nordosten, Le Manoir im Osten, Les Damps im Süden, Pont-de-l’Arche im Südwesten sowie Igoville im Westen.

## Bevölkerungsentwicklung
| Jahr                      | 1962 | 1968 | 1975 | 1982 | 1990 | 1999 | 2006 | 2013 |
| Einwohner                 | 802  | 853  | 865  | 855  | 1090 | 1262 | 1349 | 1468 |
| Quelle: Cassini und INSEE |      |      |      |      |      |      |      |      |

## Sehenswürdigkeiten

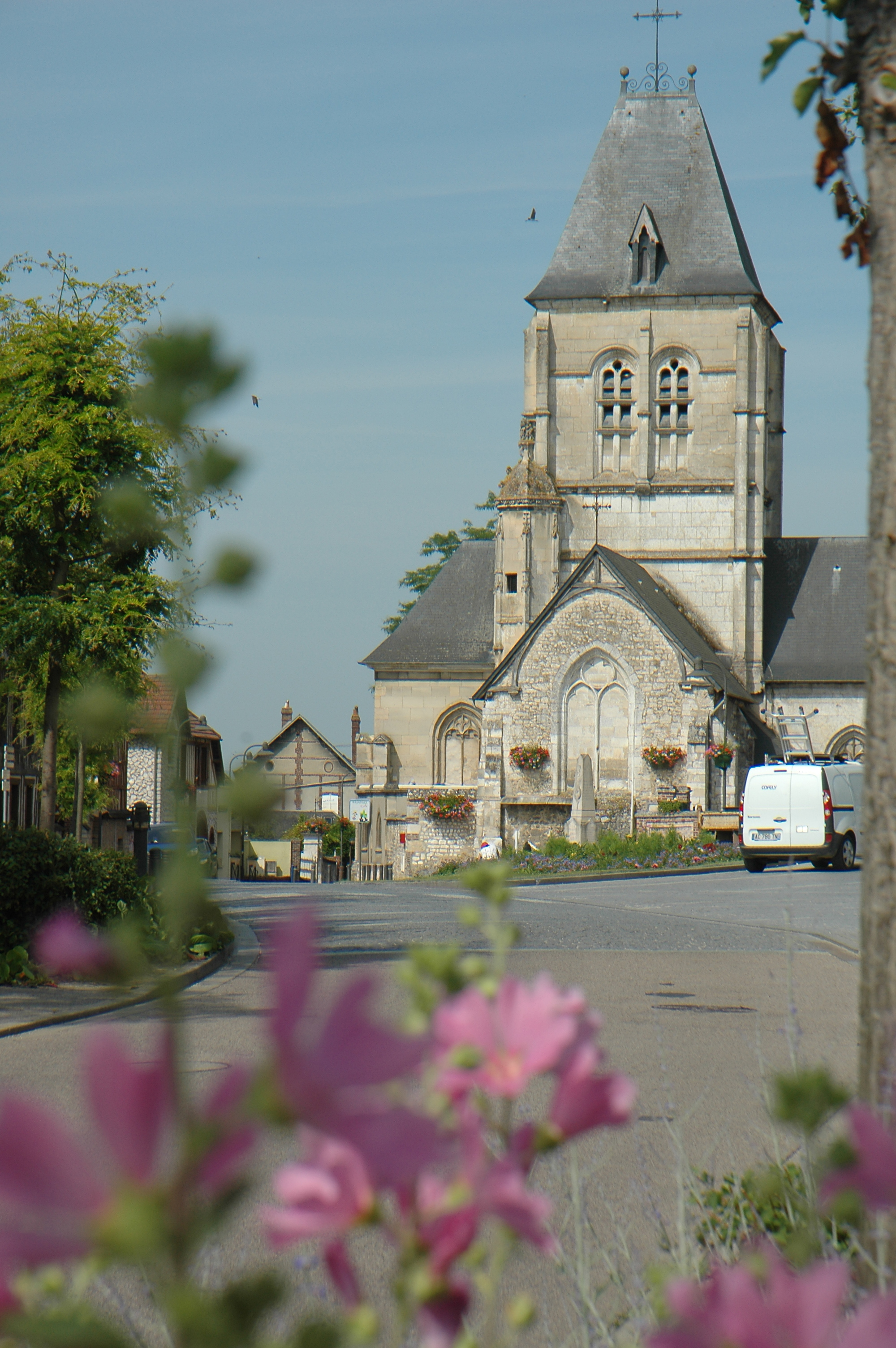
Kirche Saint-Germain

- Kirche Saint-Germain aus dem 16. Jahrhundert
- Domäne Rouville
- Der Dolmen Tombe du Druide liegt in einem Feld an der Gemeindegrenze zwischen Ymare und Alizay.

## Gemeindepartnerschaft
Mit der rumänischen Gemeinde Runcu im Kreis Dâmbovița besteht eine Partnerschaft.